# Megaselia pilosella
Megaselia pilosella är en tvåvingeart som beskrevs av Rudolf Beyer 1965. Megaselia pilosella ingår i släktet Megaselia och familjen puckelflugor. Inga underarter finns listade i Catalogue of Life.